# لويز كوان
لويز كوان (بالإنجليزية: Louise Cowan)‏ هي ناقدة أدبية أمريكية، ولدت في 1916، وتوفيت في 16 نوفمبر 2015.